# Виера, Густаво (парагвайский футболист)
Густа́во Агусти́н Вие́ра Вела́скес (исп. Gustavo Agustín Viera Velázquez; род. 28 августа 1995, Асунсьон) — парагвайский футболист, полузащитник клуба «Карлос Маннуччи».

## Клубная карьера
Виера — воспитанник клуба «Рубио Нью». 1 декабря 2012 года в матче против столичного «Насьоналя» он дебютировал в парагвайской Примере. 16 августа 2013 года в поединке против «Серро Портеньо» Густаво забил свой первый гол за клуб.
В 2014 году Виера перешёл в бразильский «Коринтианс», но из-за высокой конкуренции выступал за молодёжную команду. В начале 2016 года для получения игровой практики он на правах аренды вернулся в «Рубио Нью».

## Международная карьера
В 2013 году в составе молодёжной сборной Парагвая принял участие в молодёжном чемпионате Южной Америки в Аргентине. На турнире он сыграл в матче против команды Колумбии.
В 2015 году Виера во второй раз принял участие в молодёжном чемпионате Южной Америки в Уругвае. На турнире он принял участие в матчах против команд Колумбии, Боливии, Эквадора, Перу, Бразилии и дважды Аргентины. В поединке против боливийцев Густаво забил гол.